# Municipio de Sugarcreek (Ohio)
El municipio de Sugarcreek (en inglés: Sugarcreek Township) es un municipio ubicado en el condado de Greene en el estado estadounidense de Ohio. En el año 2010 tenía una población de 8041 habitantes y una densidad poblacional de 116,72 personas por km².

## Geografía
El municipio de Sugarcreek se encuentra ubicado en las coordenadas 39°37′41″N 84°3′48″O / 39.62806, -84.06333. Según la Oficina del Censo de los Estados Unidos, el municipio tiene una superficie total de 68.89 km², de la cual 68,38 km² corresponden a tierra firme y (0,75 %) 0,52 km² es agua.

## Demografía
Según el censo de 2010, había 8041 personas residiendo en el municipio de Sugarcreek. La densidad de población era de 116,72 hab./km². De los 8041 habitantes, el municipio de Sugarcreek estaba compuesto por el 91,03 % blancos, el 4,22 % eran afroamericanos, el 0,17 % eran amerindios, el 2,14 % eran asiáticos, el 0,56 % eran de otras razas y el 1,88 % eran de una mezcla de razas. Del total de la población el 2,13 % eran hispanos o latinos de cualquier raza.